# Colonno
Colonno (lombardul: Colònn) település Olaszországban, Lombardia régióban, Como megyében. Lakosainak száma 452 fő (2023. január 1.). Colonno Argegno, Tremezzina, Pigra, Sala Comacina, Lezzeno és Laino községekkel határos.

## Népesség
A település lakossága az elmúlt években az alábbi módon változott:
| Lakosok száma | 561  | 505  | 508  | 452  |
|               | 2008 | 2017 | 2018 | 2023 |